# Asamblea Mundial de la Salud
La Asamblea Mundial de la Salud es el máximo órgano de decisión de la OMS. Se reúne una vez al año y asisten a ella delegaciones de los 193 Estados miembros de la OMS. Su función principal es determinar las políticas de la Organización. Asimismo, le compete el nombramiento del director general y la supervisión de las políticas financieras de la Organización. Revisa y aprueba el proyecto de presupuesto por programas para el bienio siguiente. Por ejemplo, cuando se aprobaron los presupuestos para los años 2006-2007, entre otros asuntos también se deliberó sobre la revisión del Reglamento Sanitario Internacional y sobre un proyecto de estrategia mundial de inmunización.